# Задача з трьома невідомими
«Задача з трьома невідомими» — радянський двосерійний художній телефільм 1979 року, знятий на кіностудії «Білорусьфільм».

## Сюжет
Карний розшук веде розслідування справи про пограбування заводського касира. Біля прохідної заводу точної механіки і оптики двоє злочинців нападають на касира. Злочинцям вдається сховатися на машині, яка чекала їх за рогом. На місце злочину прибувають працівники карного розшуку майор Дорохов і лейтенант Матушкин. Вони опитують свідків, але ті не запам'ятали толком ні осіб нападаючих, ні номера машини, але помітили, що один перешкодив іншому стріляти. Зачіпок для того, щоб знайти злочинців, майже немає. Єдиний доказ, яким володіє міліція, приступаючи до розслідування, — ондатрова шапка, залишена на місці злочину…

## У ролях
- Леонхард Мерзін — Андрій Дмитрович Дорохов, старший слідчий карного розшуку, майор (озвучив Рудольф Панков)
- Володимир Герасимов — лейтенант міліції Матушкин
- Ростислав Янковський — Антон Георгійович Бєлов, полковник, начальник майора Дорохова
- Ольга Прохорова — Валентина Прилепська, співмешканка Копилова
- Борис Щербаков — Борис Копилов
- Віктор Проскурін — Геннадій Потапов
- Юрій Астаф'єв — Микола Макеєв
- Тамара Чернова — Шустова, мама Олега
- Олександр Вергунов — Олег Шустов
- Михайло Петров — Зенкович, таксист
- Галина Макарова — Надя, домробітниця професора Якобсона
- Віра Титова — Віра Яцевич, касир
- Надія Семенцова — Віра Петрівна, експерт-криміналіст
- Борис Владомирський — Костя, водій-охоронець
- Павло Винник — колега і товариш Дорохова, капітан міліції
- Анатолій Столбов — Мазурок, дільничний інспектор, капітан міліції
- Іван Гаврилюк — працівник міліції
- Микола Козінін — капітан міліції
- Віктор Уральський — Мєшков, свідок пограбування
- Георгій Светлані — дідок-більярдист
- Сергій Журавель — Петро Тариков, електромонтер ЖЕКу
- Іван Жаров — Михайло Захарович, свідок
- Володимир Грицевський — експерт
- Лев Перфілов — фахівець з хутра
- Володимир Кудревич — господар гаража
- Ігор Черницький — епізод
- Інна Виходцева — Інна Миколаївна, сестра Макеєва
- Тетяна Решетникова — Таня, дружина Геннадія Потапова
- Світлана Турова — Марія Олексіївна, працівниця таксопарку
- Ніна Розанцева — епізод
- Лідія Мордачова — епізод
- Тетяна Бондаренко — Олена, наречена Шустова
- Людмила Стоянова — працівниця таксопарку
- Нінель Жуковська — офіціантка
- Бірута Докальська — епізод
- Алла Довга — епізод
- Микола Кузьмін — Сан Санич, начальник таксопарку
- Михайло Федоровський — лікар
- Василь Нікітенко — епізод
- Павло Кормунін — Алесь Гаврилович, приятель Дорохова
- Леонід Улащенко — епізод
- Ігор Андреєв — капітан міліції
- Павло Дубашинський — капітан міліції
- Віталій Биков — працівник таксопарку
- Юрій Харитонов — епізод
- В'ячеслав Галуза — епізод
- Микола Кириченко — свідок
- Валерій Анисенко — епізод
- Володимир Кін-Камінський — Паскевич
- Оксана Донець — Саша Потапова, дочка
- Інна Степанова — дочка Інни Миколаївни
- Микола Кочегаров — епізод

## Знімальна група
- Режисер — Борис Шадурський
- Сценаристи — Іван Воробйов, Ігор Скорин
- Оператор — Євген Пчолкін
- Композитор — Веніамін Баснер
- Художник — Володимир Гавриков